# Capsaloides cristatus
Capsaloides cristatus är en plattmaskart. Capsaloides cristatus ingår i släktet Capsaloides och familjen Capsalidae. Inga underarter finns listade i Catalogue of Life.